# 綴殼螺
綴殼螺（学名：Xenophora pallidula）为綴殼螺科綴殼螺屬下的一个种。